# De ondergang van Malemort
De ondergang van Malemort is een hoorspel van François Weyergans. La part du feu werd geschreven voor de ORTF en vertaald door Dogi Rugani. De TROS zond het uit op woensdag 16 april 1975, van  22:45 uur tot 23:55 uur. De regisseur was Rob Geraerds.

## Rolbezetting
- IJda Andrea (Delphine)
- Paul van der Lek (de inspecteur)
- Huib Orizand (de commissaris)
- Eva Janssen (de waardin)
- Jan Borkus (de politieman)

## Inhoud
Een eenzaam achtergebleven kasteelvrouwe heeft besloten haar onroerende bezittingen te verkopen. Op het moment dat het kasteel verkocht wordt, breekt brand uit en korte tijd later is van het kasteel nog slechts een smeulende ruïne over. De brandverzekeringsmaatschappij heeft reden genoeg argwaan te koesteren en zendt een van haar beste inspecteurs naar de douairière om te trachten er achter te komen of hier sprake is van een ongelukkige samenloop van omstandigheden, dan wel van pure opzet. Tijdens zijn gesprekken met de kasteelvrouwe heeft echter een tragisch voorval plaats…